# انگل‌هارت
انگل‌هارت (به انگلیسی: Englehart) یک منطقهٔ مسکونی در کانادا است که در بخش تیمیسکیمینگ واقع شده‌است. انگل‌هارت ۱٬۴۷۹ نفر جمعیت دارد.